# Horacio Cabarcos

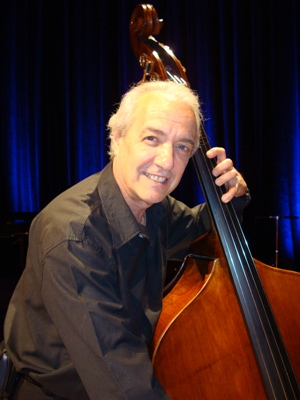
Horacio Cabarcos

Horacio Cabarcos (* 30. August 1950 in Lanús) ist ein argentinischer Kontrabassist und Tangomusiker.

## Leben und Wirken
Cabarcos hatte ersten Unterricht bei seinem Vater Fernando Cabarcos und studierte bis 1970 am Conservatorio Nacional de Música "Carlos López Buchardo" bei Faustino Del Hoyo und Enzo Raschelli de Ferraris. Von 1967 bis 1971 war er Mitglied des Orchesters der argentinischen Luftwaffe, danach spielte er u. a. im Orquesta Sinfónica Juvenil de Radio Nacional, dem Orquestra Nacional de Música Juan de Dios Filiberto und dem Orquesta Sinfónica Nacional. 1973 wurde er Mitglied des Orchesters am Teatro Colón, mit dem er Konzertreisen durch Lateinamerika und Europa unternahm und Aufnahmen einspielte. 1981 nahm er an Aufnahmen für Schallplatten und Filme des Orquesta de Conciertos de Waldo de los Ríos unter Lalo Schifrin teil.
Als Tangomusiker arbeitete Cabarcos u. a. mit Roberto Rufino, Alberto Podestá, Roberto Goyeneche, Raúl Lavié, Virginia Luque, Alberto Marino, Floreal Ruiz, Jorge Valdez, Argentino Ledesma, Mario Bustos, Nelly Vázquez, Adriana Varela, Guillermo Fernández, Estela Raval, Sandra Luna, Tito Reyes, Rodolfo Lesica, Héctor Pacheco, Néstor Fabián, Atilio Stampone, Mariano Mores, Julián Plaza, Carlos Figari, Armando Pontier, Antonio Agri, Ernesto Baffa und Héctor Stamponi zusammen. Er wirkte an Aufnahmen mit Leopoldo Federico, Horacio Salgán, Susana Rinaldi, Osvaldo Requena, Hugo Marcel, José Colangelo, Antonio Agri, Mercedes Sosa, Sandra Luna, Cacho Castaña, Gloria Díaz, Guillermo Fernández, María Graña, Horacio Molina, Jorge Sobral, Edmundo Rivero, Rubén Juárez, Jorge Falcón, Eladia Blázquez, Leonardo Favio, Adriana Varela, Orlando Trípodi, dem Julio Pane Trío, Fabián Bertero y Los músicos de Buenos Aires, dem Hugo Díaz Trío und dem Pablo Agri Sexteto mit.
Ab 2001 unterrichtete er Tango-Kontrabass am Konservatorium von Buenos Aires. 2003 wirkte er an der Plattenaufnahme und dem Film Café de los maestros nach einer Produktion des Teatro Colón mit. Mit dem Orchester dieser Aufnahmen trat er 2006 in der Pariser Salle Pleyel und im Amphitheater von Lyon, 2009 in Athen und Archea Olympia und 2010 in Hongkong, Seoul und Singapur auf. Der Komponist Leopoldo Federico, in dessen Trio und Orchester er seit 1979 als Nachfolger seines Vaters spielt, widmete ihm 2006 den Tango De tal palo....

## Weblink
- Website von Horacio Cabarcos

| Personendaten    | Personendaten                                 |
| ---------------- | --------------------------------------------- |
| NAME             | Cabarcos, Horacio                             |
| KURZBESCHREIBUNG | argentinischer Kontrabassist und Tangomusiker |
| GEBURTSDATUM     | 30. August 1950                               |
| GEBURTSORT       | Lanús                                         |